# Terrassenkasteel

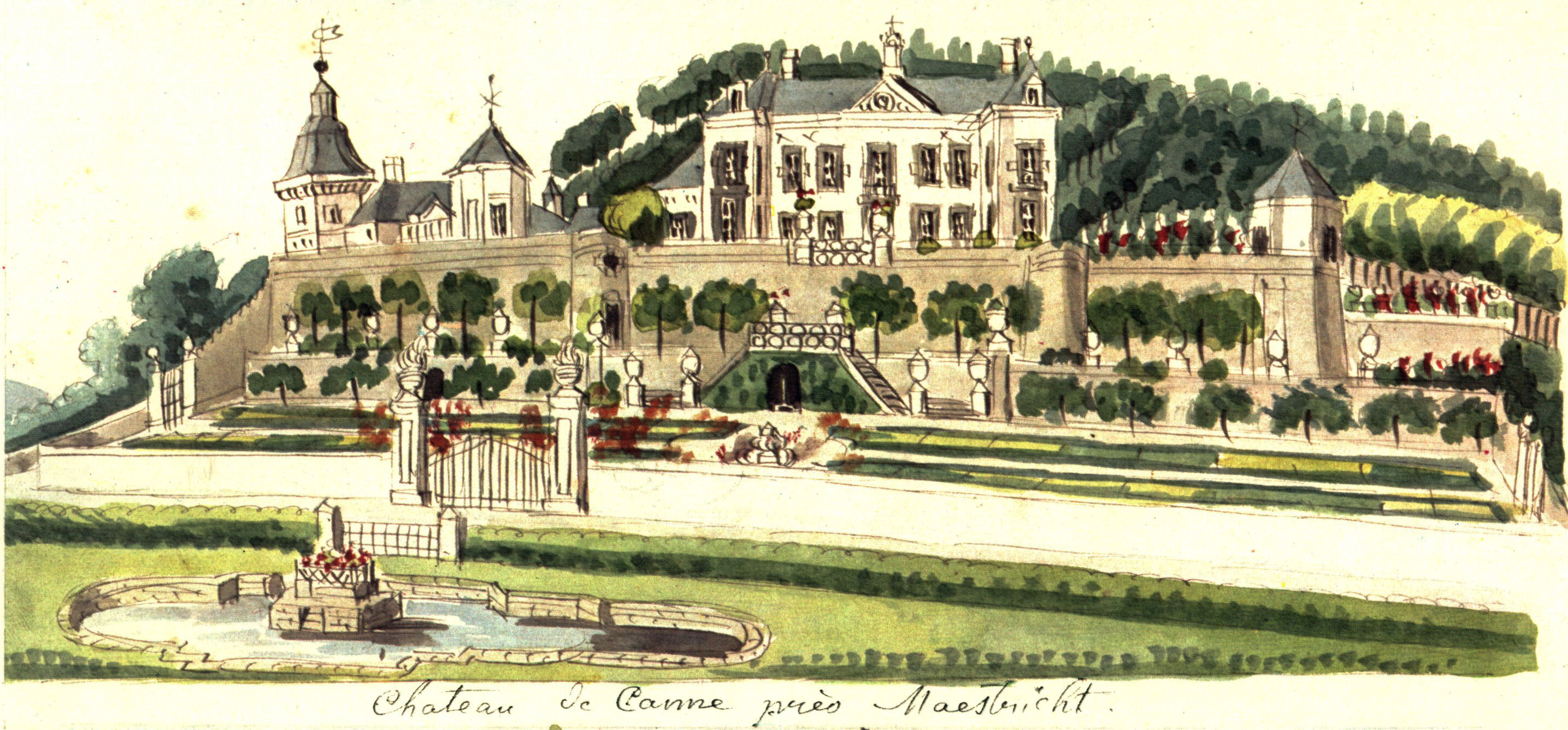
Kasteel Neercanne door Philippe van Gulpen (circa 1850)

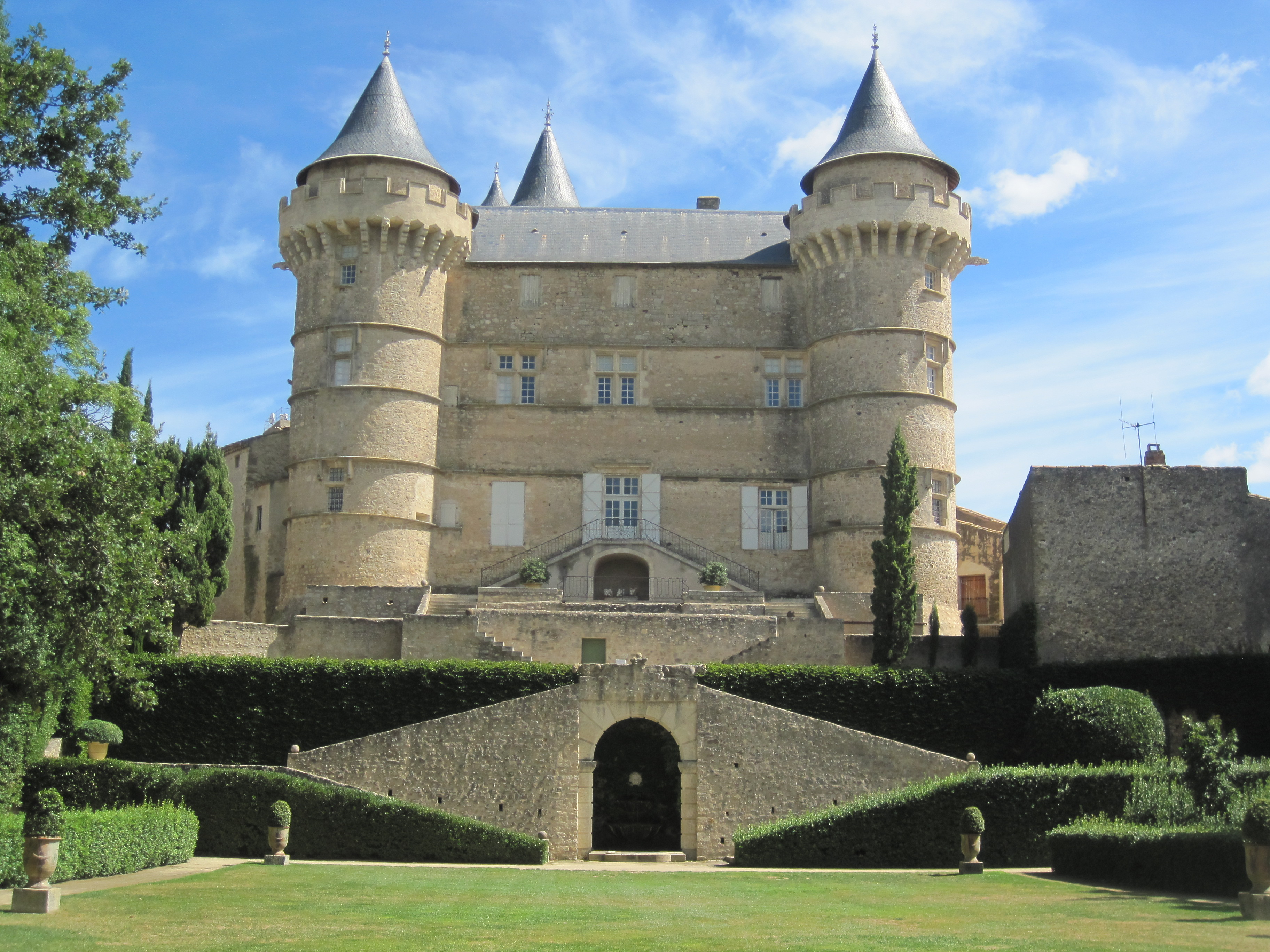
Kasteel van Margon (Hérault) met tuinterrassen

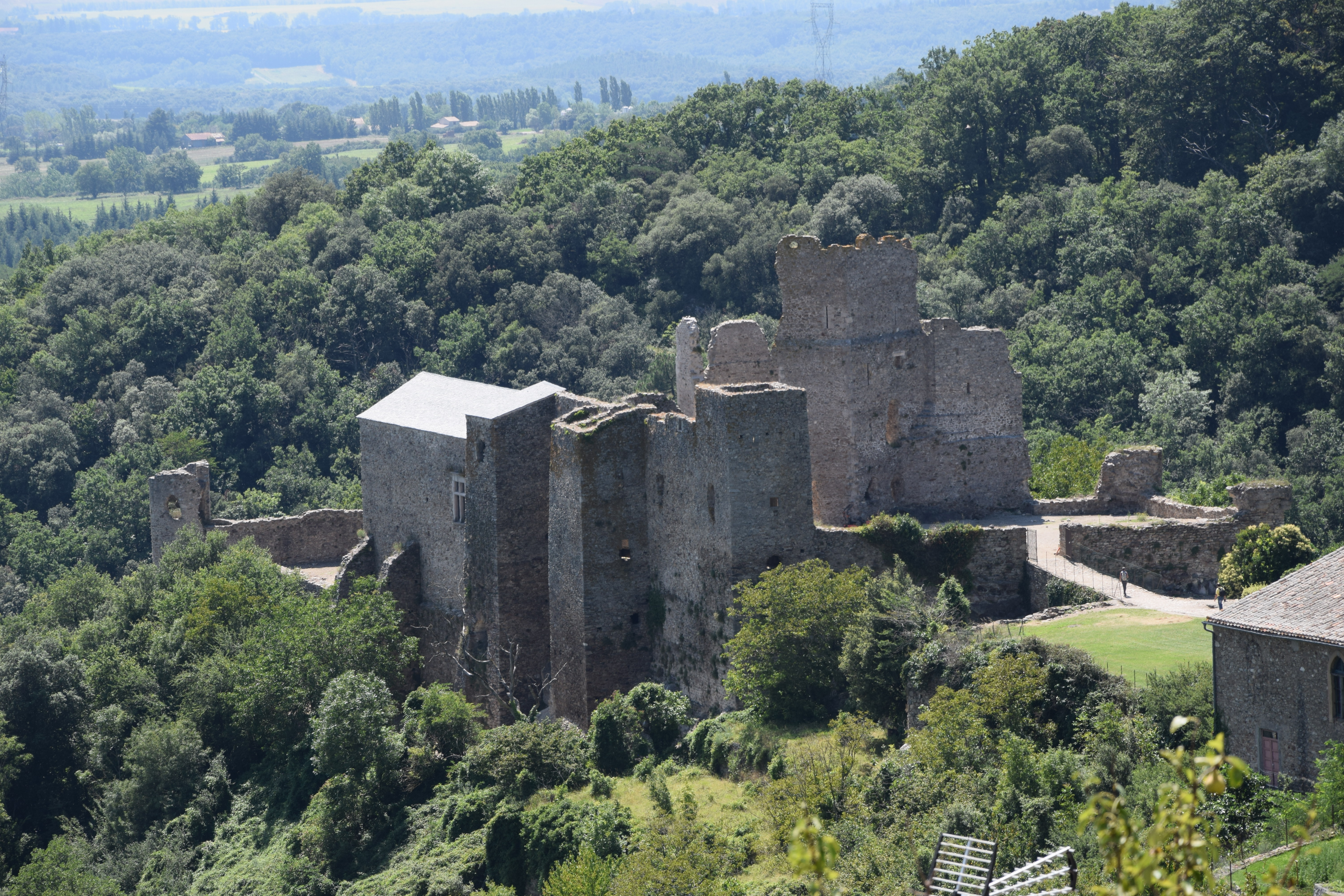
Kasteel van Saissac, gebouwd op drie terrassen

Een terrassenkasteel is een kasteel dat gebouwd is op aangelegde terrassen op een helling. 
Wanneer een heuvel of berg te steil is voor de bouw van een kasteel, is het aanleggen op verschillende niveaus de oplossing. Met steunmuren worden terrassen opgeworpen en soms deels uitgegraven uit de helling, vergelijkbaar met landbouwterrassen in de bergen. Het hoofdgebouw staat vaak op het grootste terras. Ook de kasteeltuinen kunnen terrasvormig zijn aangelegd.
Het enige terrassenkasteel in de Benelux is Kasteel Neercanne.